# Doctrina Schneider

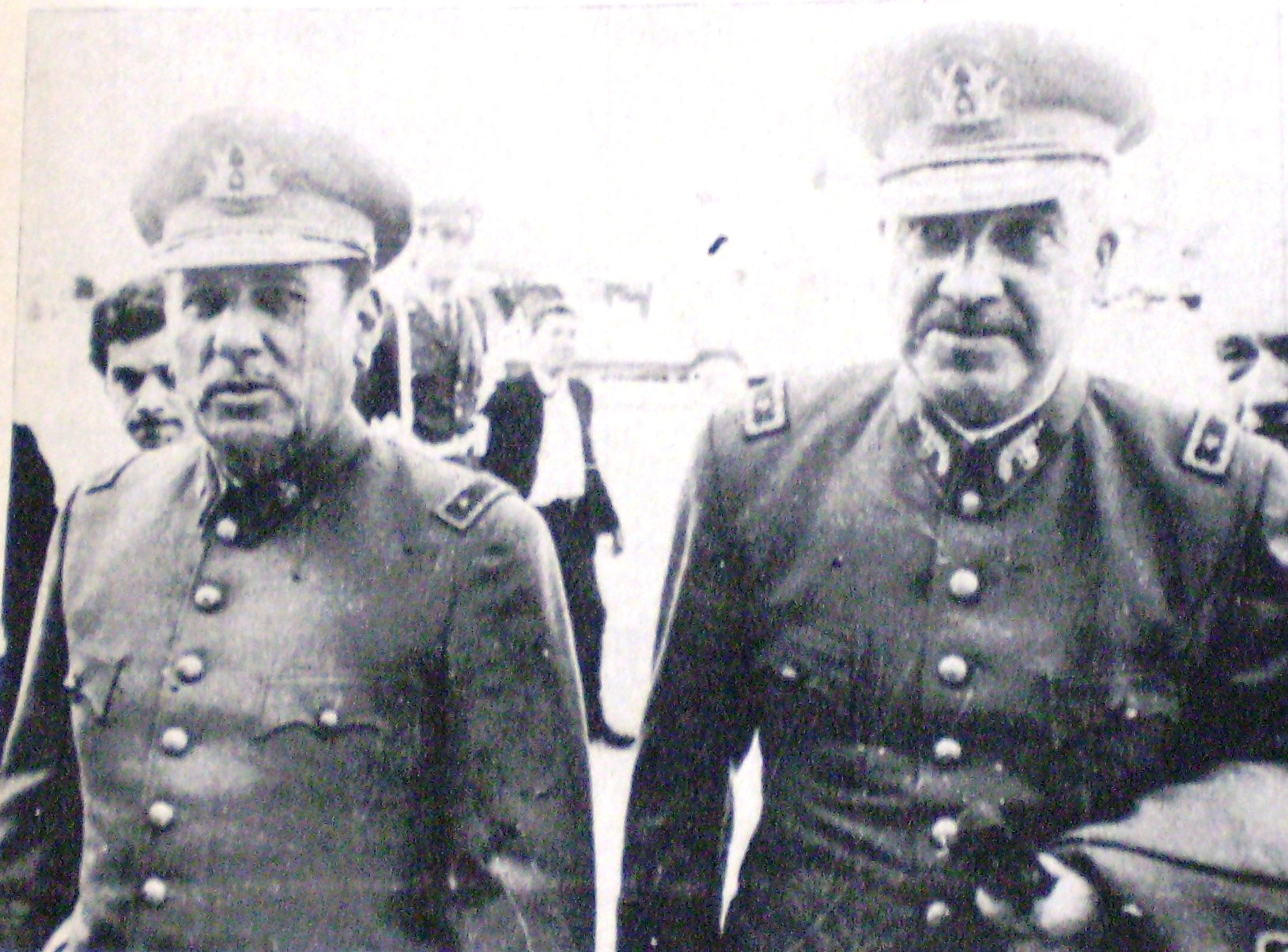
Los Generales Carlos Prats y René Schneider exponentes de la doctrina Schneider.

La Doctrina Schneider era una doctrina del Ejército de Chile de apego al orden constitucional, el respeto de la voluntad ciudadana y la no intervención en política, apoyada por el general chileno René Schneider, que permitió la elección de Salvador Allende como presidente de Chile, y era el principal obstáculo ideológico para un golpe de Estado militar contra él.

## Antecedentes
El rechazo a la intromisión militar en la política contingente y la consiguiente medidas gubernamentales en perjuicio de las fuerzas armadas, como institución, determinaron un cambio de mentalidad castrense para separarse de la actividad política, y así recuperar la confianza pública y cumplir sus funciones profesionales de seguridad nacional.
El general Schneider era el Comandante en Jefe del Ejército en el momento de la elección presidencial de 1970, que fue ganada de forma estrecha por Salvador Allende el 4 de septiembre de 1970. Pero al no obtener la mayoría absoluta, requería que el Congreso dirimiera entre las dos más altas mayorías el día 24 de octubre. Entonces la perspectiva de Salvador Allende obteniendo la presidencia chilena era muy polémica, en particular dentro de algunos militares chilenos, debido a su ideología marxista.
En respuesta a todas las llamadas públicas de sectores de la derecha, que los militares recibieron para intervenir en el proceso electoral y prevenir la elección de Allende, el General Schneider expresó una creencia profunda en el papel apolítico de los militares y una oposición firme a la idea de prevenir la inauguración de Allende por medio de un golpe de Estado. Como un constitucionalista, deseó conservar el papel apolítico de los militares.

## Doctrina
A través de la prensa y en plena campaña presidencial, Schneider dio a conocer a la opinión pública, la línea de acción que desde el alto mando hasta el último conscripto demostrarían frente a la incierta contingencia política preelectoral. Al respecto Schneider puntualizaba que: 

“...las Fuerzas Armadas van a llegar a la elección manteniendo el tradicional respaldo a las decisiones del gobierno constitucional de la República, que va a garantizar el proceso eleccionario y a dar seguridad que asuma el poder ejecutivo quien resulte
electo...que en caso de no haber mayoría absoluta...el Congreso Pleno es dueño y soberano de elegir...y es misión nuestra que sea respetado en su decisión."
El Mercurio.”

Después del asesinato del General Schneider el 24 de octubre de 1970, su sucesor como Comandante en Jefe del Ejército, el General Carlos Prats, se convirtió en el portavoz de los "constitucionalistas". 
Bajo el gobierno de la Unidad Popular, diferentes sectores político-sociales, abogando diversas razones, buscaron deslegitimar el marco legal vigente y así arrastrar a las Fuerzas Armadas a la intervención armada. 
El entonces Senador Patricio Aylwin en carta al diario El Mercurio señala: “ignoran o adulteran el pensamiento del ilustre Comandante en Jefe del Ejército y la tradición constitucional de nuestras Fuerzas Armadas, quienes invocan la “Doctrina Schneider” para justificar el uso del Ejército, la Marina y la Aviación como ejecutores de órdenes administrativas ilegales” y, como para ilustrar las consecuencias prácticas de un criterio contrario, señala Aylwin: “que en los sucesos recientes se impuso cadena obligatoria de radios o se practicaron requisiciones o intervenciones cuya ilegalidad fue representada por la Contraloría General de la República”.
Posteriormente el General Carlos Prats replica al senador Aylwin en Diario el Mercurio 5 de noviembre de 1972 argumentando sobre la base de artículo número 71 y 23 de la Constitución Política del Estado de 1925 y el Decreto con Fuerza de Ley N.º 1 de 1968: “No corresponde al Ejército como tal, calificar de por sí, si determinadas órdenes o decisiones del Ejecutivo son ilegales, so pena de infringir lo prescrito en el artículo 23 de la C.P.E. que declara nula de derecho la desobediencia o presión militar a la autoridad o de incurrir en un acto claro de deliberación. Prohibido por el art. 22 de la Carta Fundamental.(...) Mientras subsista el Estado de Derecho la fuerza pública debe respetar la Constitución, y no compete a ella calificar “a priori” si los Poderes del Estado la respetan o la infringen; hacerlo, empleando el poder de la fuerza, para afirmar su opinión o sustituir a los órganos constitucionalmente llamados a decidir controversia, significaría paradojalmente “echarse la Constitución al bolsillo”. En cambio, es claro que la fuerza pública es el instrumento legítimo que el presidente de la República puede emplear para hacer que respeten la Constitución quienes atenten contra el orden público, ya sea mediante actos sediciosos o subversivos o buscando coercitivamente la paralización del país” (...)” Aunque el Ejército está, en principio, de acuerdo con la descripción que hace el señor Aylwin del contenido de la doctrina Schneider, discrepa de los matices interpretativos que él fórmula y estima indispensable hacer claridad al respecto...” (...) “En cuanto a la cadena de radios, ya he señalado, entre otras respuestas, que no es procedente y sería un error que el Ejército se pronunciase sentado ante el país que estima tácitamente derogada la norma que faculta al Gobierno para disponer tal medida, o sea, diciendo que no es aplicable el Decreto Nº 4185, Reglamento de Transmisión de Radiodifusión.” (...)”se ha creado, en esta materia, una situación jurídica especial que no corresponde zanjar al Ejército.”

## Aplicación completa de la doctrina
En agosto de 1973, y debido a la renuncia de Carlos Prats, asumió la Comandancia en Jefe del Ejército Augusto Pinochet Ugarte. Evaluado como un militar legalista y apolítico, Pinochet contó con la confianza del presidente Allende.
Aplicando correctamente la doctrina Schneider, la cual en su último párrafo indicaba: "La única limitación de este pensamiento legalista está en que los poderes del Estado abandonen su posición legal. En tal caso, las Fuerzas Amadas, que se deben a la nación --que es lo permanente-- más que al Estado --que es lo temporal-- quedan en libertad para resolver una situación que es absolutamente anormal y que sale de los marcos jurídicos en que se sustenta la conducción del país", Augusto Pinochet participó en el golpe de Estado del 11 de septiembre, que culminó con el suicidio de Allende luego de un bombardeo por tierra y aire del palacio de La Moneda.